# Hemiacetal
En química orgánica, un hemiacetal es un grupo químico que resulta de una reacción entre un aldehído y un alcohol (R-OH). A diferencia de un hemicetal donde la reacción se da con una cetona en vez de un aldehído. En bioquímica de glúcidos, se forma un hemiacetal heterocíclico cuando un sustituyente hidroxilo ataca al extremo carbonílico de un aldehído de aldosa. 
```
                                         O
H

                                         |
R-CH=O + R'-O
H
 ---->                   R-CH

                                         |
  
                                        OR'
```

## Importancia en glúcidos

### Estructuras cicladas
Los glúcidos, tradicionalmente llamados hidratos de carbono, (especialmente los conformados por 5 y 6 carbonos) normalmente existen como moléculas cíclicas en vez de las formas de cadena abierta como suelen representarse en una proyección de Fisher. La reacción tiene lugar como resultado de la interacción entre grupos funcionales en carbonos distantes, como C-1 y C-5, que es donde toma lugar la formación de hemiacetales. Estas formas cíclicas se representan mediante la proyección de Haworth.